# Mjanma na Mistrzostwach Świata w Lekkoatletyce 2015
Mjanma na Mistrzostwach Świata w Lekkoatletyce 2015 – reprezentacja Mjanmy podczas mistrzostw świata w Pekinie liczyła jednego zawodnika, który nie zdobył medalu.

## Występy reprezentantów Mjanmy
| Konkurencja          | Zawodnik     | Runda 1  | Runda 1 | Półfinał | Półfinał | Finał    | Finał   |
| Konkurencja          | Zawodnik     | Rezultat | Pozycja | Rezultat | Pozycja  | Rezultat | Pozycja |
| -------------------- | ------------ | -------- | ------- | -------- | -------- | -------- | ------- |
| Bieg na 800 m kobiet | Aye Aye Aung | 2.37,51  | 44.     | NQ       | NQ       | NQ       | NQ      |